# Jamiluddin Aali
Mirza Jamiluddin Ahmed Khan Aali conosciuto al pubblico come Jamiluddin Aali o Jameeluddin Aali (in lingua urdu: مرزا جمیل الدین احمد خان عالی; Delhi, 20 gennaio 1925 – Karachi, 23 novembre 2015) è stato un poeta, saggista, giornalista, drammaturgo e critico pakistano, conosciuto per la canzone nazionale Jeeway Jeeway Pakistan.

## Biografia
Jamiluddin Aali proviene da una famiglia letteraria di Delhi. Suo nonno, Nawab Allauddin Ahmed Khan, fu un amico e studente di Ghalib. Suo padre, Sir Ameeruddin Ahem Khan fu anch'egli un poeta e sua madre proviene dalla famiglia di Mir Dard.  Aali si laureò in lettere e divenne "Dottore in lettere" all'università di Delhi, studiando inoltre economia. Dopo l'indipendenza dell'India, la sua famiglia si spostò in Pakistan e si stabilì a Karachi. Entrò nei Servizi Civili del Pakistan nel 1951, dopo Aali divenne "Dottore in legge" nel 1971 all'università di Karachi. Nel 1967, entrò nella Banca Nazionale e lavorò qui fino alla pensione, raggiunta quando era il vicepresidente più anziano.

## Opere letterarie
- Ghazlain Dohay Geet
- Jeeway Jeeway Pakistan
- La Hasil
- Dohay
- Nai Kiran

## Premi
- Canadian Urdu Academy Award (1988)
- Sant Kabeer Award - Conferenza Urdu di Delhi (1989)
- Pride of Performance (1989)

| Controllo di autorità | VIAF (EN) 75292946 · ISNI (EN) 0000 0000 2571 7105 · Europeana agent/base/89539 · LCCN (EN) n85184807 · GND (DE) 1068584564 |